# Suicidio de Rebecca Ann Sedwick
Rebecca Ann Sedwick (19 de octubre de 2000 - 9 de septiembre de 2013) fue una estudiante estadounidense de doce años de la escuela secundaria Crystal Lake en Lakeland, Florida, que se suicidó al saltar desde una torre de una fábrica de cemento abandonada. La investigación de su muerte llevó a la conclusión de que el ciberacoso contribuyó a la decisión de quitarse la vida. La familia de Rebecca presentó más tarde una demanda en relación con su muerte.

## Antecedentes, historia y suicidio
Rebecca y su familia eran originarios de Sebring, Florida. Mientras luchaba con la depresión y la ansiedad, comenzó a autolesionarse, cortándose. En cierto momento, Rebecca fue hospitalizada durante tres días como resultado de sus acciones. Después de regresar a la escuela, un incidente en un pasillo con otro estudiante llevó a sus padres a sacar a Rebecca de la escuela pública y seguir su educación en el hogar. Su madre también desactivó sus cuentas de redes sociales y le quitó su teléfono móvil.  
Después de volver a la escuela pública en otro centro para comenzar de nuevo, sus padres permitieron a Rebecca usar de nuevo su móvil y esta abrió cuentas en servicios como Kik, Ask.fm y Voxer. En estas redes aparecieron comentarios anónimos que se le dirigieron a Rebecca en Ask.fm diciéndole cosas como «a nadie le importas», «mereces morir realmente» o «bebe lejía y muere». Más tarde se determinó que, a medida que la intimidación empeoraba, Rebecca comenzaba a tener pensamientos suicidas. Se descubrió que estos pensamientos comenzaron aproximadamente un año antes de su muerte. La investigación también mostró nuevos conflictos con los estudiantes en la escuela y Rebecca fue sacada de la escuela pública en febrero de 2013. 
Una investigación en su teléfono móvil y en el ordenador personal de Rebecca descubrió que había realizado búsquedas en Internet como «¿Qué es el sobrepeso para una niña de trece años?» y «¿Cuánto Advil tienes que tomar para que sea una sobredosis y morir?» En su teléfono móvil aparecieron imágenes de Rebecca con cuchillas de afeitar en los brazos y el fondo de pantalla de su teléfono móvil mostraba la imagen de su cabeza apoyada en el borde de una vía de ferrocarril. Antes de su muerte, cambió su nombre en una de sus aplicaciones de teléfono móvil a «Esa chica muerta» y le envió un mensaje a una amiga de doce años en Carolina del Norte diciendo: «Voy a saltar, no puedo soportarlo más».
Después de una investigación en internet, se reveló que, una semana antes de la muerte de Rebecca, recibió mensajes en su teléfono preguntándole por qué todavía estaba viva y animándola a que se suicidara.
El 9 de septiembre de 2013, Rebecca fue encontrada muerta después de tirarse desde lo alto de una fábrica de cemento abandonada. En el momento de su muerte, Rebecca estudiaba octavo grado en Crystal Lake Middle School en Lakeland, Florida.

## Investigación y arresto
El 17 de septiembre de 2013, una niña de catorce años y otra de trece años fueron acusadas de acoso agravado, acusadas de intimidar a Rebecca durante una discusión sobre un chico. Los cargos serían retirados más tarde debido a la falta de pruebas.

## Consecuencias y reacción
La madre de Rebecca refutó las afirmaciones de que era responsable de la muerte de Rebecca y prometió trabajar con los legisladores en Florida para fortalecer las leyes contra el acoso escolar.[cita requerida] Las circunstancias de la muerte de Rebecca se compararon con las de otro adolescente de Florida que se había suicidado después de una intimidación agresiva siete años antes. En el debate se dijo que «el problema no es que los niños denuncien [pensamientos suicidas y acoso escolar], el problema generalmente son los adultos que no escuchan ni se preocupan en investigar». También se dijo que los padres deben saber lo que están haciendo sus hijos, tanto en línea como en la vida real, porque los adolescentes no pueden autorregularse.
La madre de Rebecca estableció el Fondo Funeral Rebecca Sedwick y una campaña contra el acoso escolar, recibiendo donaciones para apoyar la educación y los programas de concienciación contra el acoso escolar para niños y adolescentes con problemas de salud mental. El objetivo de la campaña era recaudar 5400 dólares para pagar los costos del funeral de Rebecca, y se donarían fondos adicionales a la Fundación Jaylens Challenge, una organización local sin fines de lucro dedicada a promover la conciencia y la prevención del acoso escolar a través de la educación y el servicio comunitario.